# Bolechów (Basse-Silésie)
Pour l’article homonyme, voir Bolechów.
Bolechów est une localité polonaise de la gmina et du powiat d'Oława en voïvodie de Basse-Silésie.